# Halichoeres trimaculatus
Halichoeres trimaculatus е вид бодлоперка от семейство Labridae. Видът не е застрашен от изчезване.

## Разпространение и местообитание
Разпространен е в Австралия, Американска Самоа, Вануату, Гуам, Индонезия, Кирибати, Китай, Кокосови острови, Малайзия, Малки далечни острови на САЩ, Маршалови острови, Микронезия, Науру, Ниуе, Нова Каледония, Остров Норфолк, Остров Рождество, Острови Кук, Палау, Папуа Нова Гвинея, Питкерн, Провинции в КНР, Самоа, Северни Мариански острови, Соломонови острови, Тайван, Токелау, Тонга, Тувалу, Уолис и Футуна, Фиджи, Филипини, Френска Полинезия и Япония.
Обитава крайбрежията и пясъчните дъна на океани, морета, лагуни и рифове. Среща се на дълбочина от 0,2 до 21 m, при температура на водата от 24,7 до 29,3 °C и соленост 34,1 – 36,2 ‰.

## Описание
На дължина достигат до 27 cm.